# 施文宁根
施文宁根是德国巴登-符腾堡州的一个市镇。总面积19.33平方公里，总人口1469人，其中男性737人，女性732人（2011年12月31日），人口密度76人/平方公里。